# Nemška Loka
Nemška Loka – wieś w Słowenii, w gminie Kočevje. W 2018 roku liczyła 22 mieszkańców.